# Lex-Gebäude

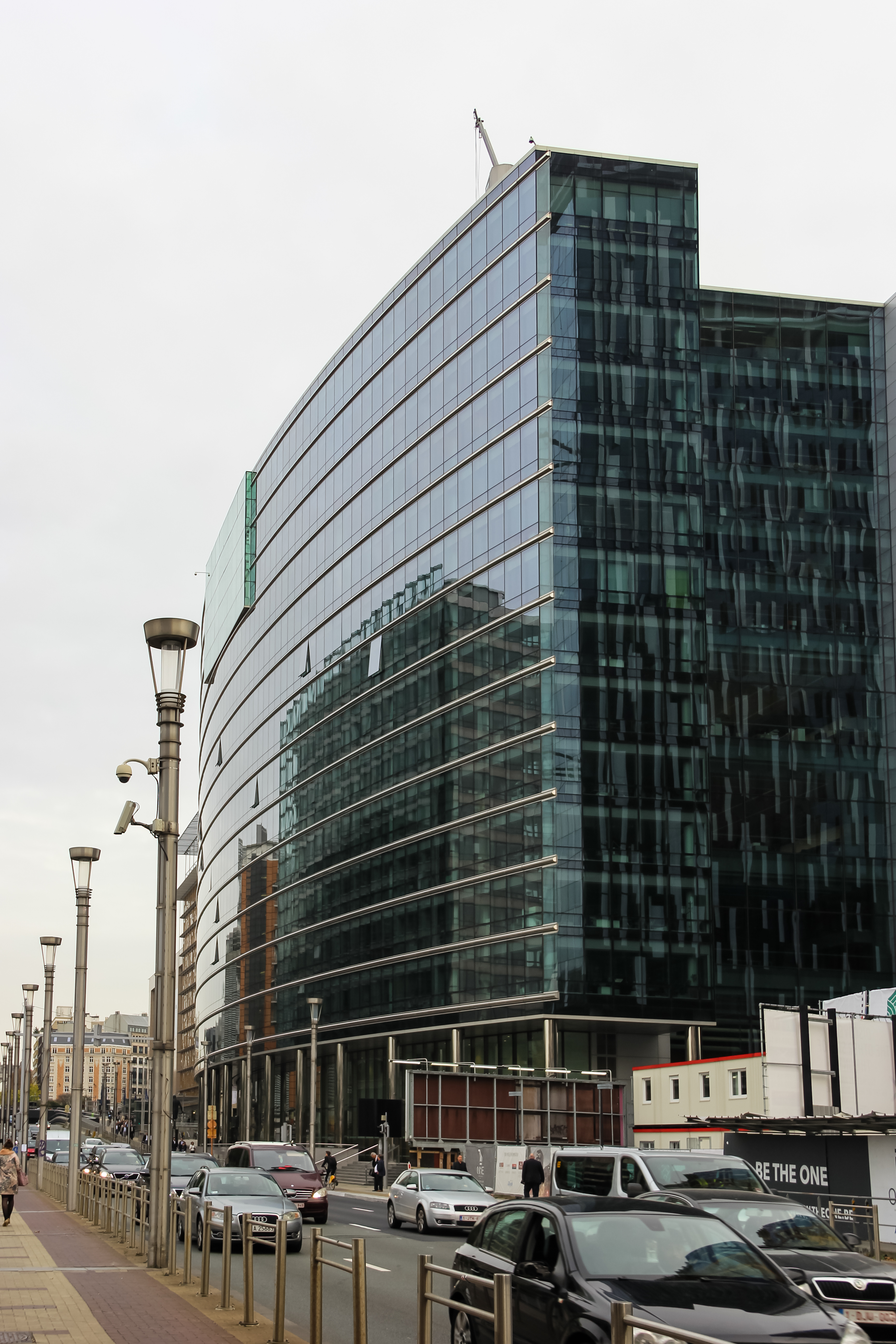
Blick von Süden über die Rue de la Loi (Wetstraat)

Das Lex-Gebäude  ist ein Erweiterungsbau für den Rat der Europäischen Union und den Europäischen Rat in Brüssel, dessen Hauptsitz das Justus-Lipsius-Gebäude ist. Zusammen mit dem Gebäude Europa, in das der Europäische Rat einzieht, bilden die drei Bauwerke ein zusammenhängendes Gebäudeensemble. Ihnen gegenüber liegen das Berlaymont und das Charlemagne, die von der Kommission genutzt werden. Die Adresse ist Rue de la Loi/Wetstraat 145.

## Geschichte
Die Arbeiten an dem 20 Stockwerke (5 unter- und 15 oberirdische) umfassenden, 73 m hohen Gebäude begannen 2003 nach den Plänen der Architekten Jaspers und Eyers. Es war notwendig geworden, da mit der EU-Erweiterung 2004 mehr Büroraum für die Institutionen der Europäischen Union gebraucht wurde. 2007 wurde das Gebäude fertiggestellt.

## Nutzung
Derzeit beherbergt das Gebäude eine große Kantine sowie die Übersetzer und den juristischen Dienst des Rates der Europäischen Union. Kurzzeitig war es auch als neues Hauptquartier des Europäischen Auswärtigen Dienstes im Gespräch.
Seit 2007 ist im Lex-Gebäude der Übersetzungsdienst des Generalsekretariats des Rates untergebracht, der für die Übersetzung von Dokumenten in alle Amtssprachen der Europäischen Union zuständig ist. In diesem Gebäude sind alle Sprachreferate, die vorher auf verschiedene Gebäude in Brüssel verstreut waren, nunmehr gemeinsam untergebracht, einschließlich der neuen Sprachreferate, die durch die Erweiterung der EU hinzugekommen sind.

## Details
Das Gebäude wurde von Jean-Michel Jaspers und John Eyers aus Löwen (Belgien) entworfen. Es ist seiner Umgebung angepasst, durch Aufnehmen der geschwungenen Form des Berlaymont-Gebäudes, des Sitzes der Europäischen Kommission.
Es bietet Platz für Büros, Sitzungssäle, ein Restaurant, eine Tiefgarage, Lagerräume und Archive.
In diesem Gebäude werden die neuesten Technologien eingesetzt, um den Schutz der Umwelt, nachhaltige Entwicklung, Energiesparen und den Komfort der Nutzer zu gewährleisten.